# Impressions pour le piano
Impressions pour le piano is een verzameling composities van Alf Hurum. Hurum schreef de werkjes tijdens een verblijf in Parijs, de klank refereert aan die van muziek van Claude Debussy. Hurum was een van de weinige impressinisten binnen de Noorse muziekwereld. Collegacomponist Otto Winter-Hjelm vond het in 1911 veelbelovend, maar niet passend binnen de Noorse cultuur. Deze componist moest wennen aan de hele-toonstoonladder. 
Hurum gaf Impressions in eigen beheer uit. In het buitenland (met name Denemarken) verschenen ze via Edition Wilhelm Hansen.
De drie deeltjes:
- Notre Dame - andante (opgebouwd volgens ABA-structuur; een vroege Tintinnabulum is te horen)
- La fontaine - presto
- Chanson - andantino

Het is niet duidelijk of Hurum de Notre-Dame van Parijs bedoelt met deel 1. De werkjes zijn opgedragen aan de pianist Nils Larsen. Larsen speelde de drie werkjes tijdens een concert op 13 december 1913 samen met de drie deeltjes van Akvareller. Ook speelde hij het tijdens een concert op 18 september 1918, dat geheel gewijd was aan werken van Alf Hurum. Notre Dame kreeg haar première al op 18 januari 1913, toen ook Vandliljen uit Akvareller werd gespeeld.